# Heumarkt (Köln)
Der Heumarkt ist der zweitgrößte Platz in Köln und liegt im Stadtteil Altstadt-Nord.

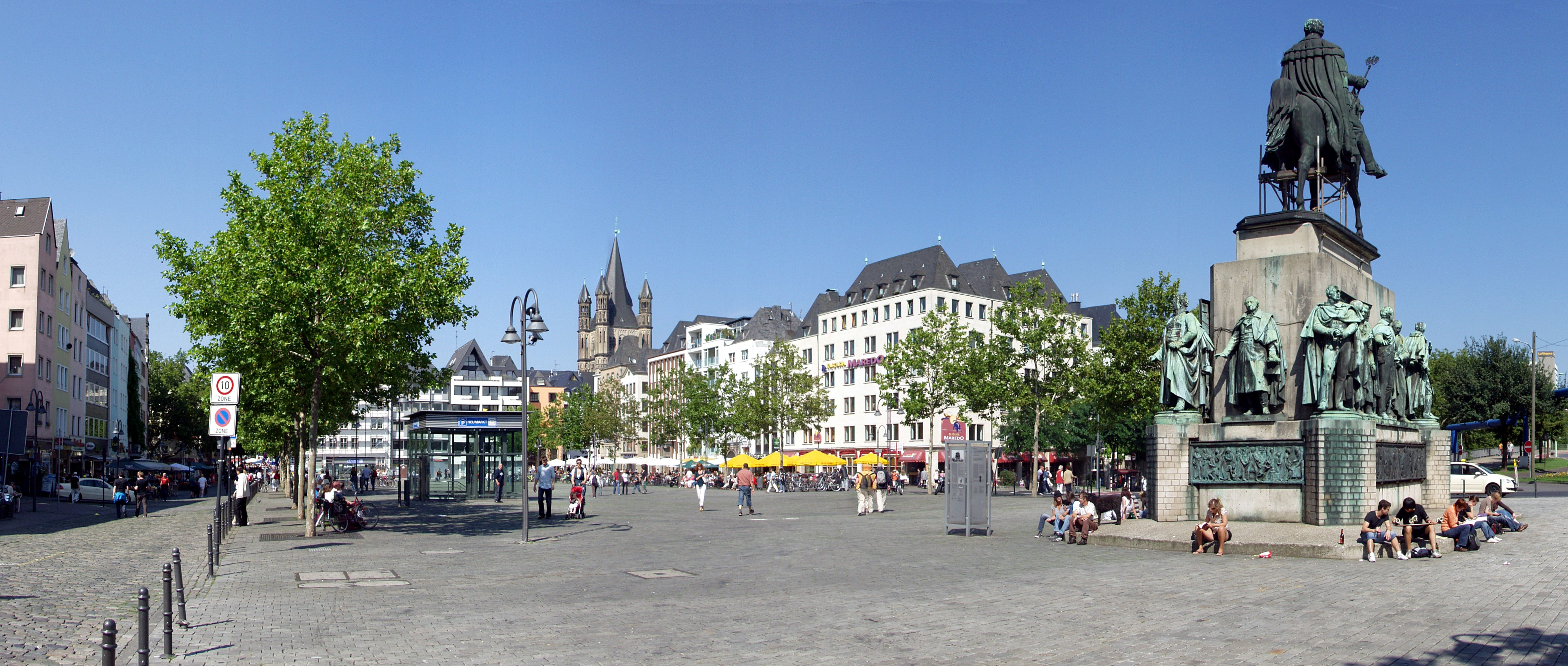
Heumarkt mit Reiterstandbild, Blick von Südwesten, 2007

## Geschichte
Der Heumarkt und seine nördliche Fortsetzung Alter Markt bildeten bis ins Mittelalter eine Einheit, erst später erfolgte ihre Abtrennung.

### Römerzeit
Im Bereich von Heumarkt und Alter Markt lag während der Römerzeit die etwa 13 Meter tiefe Sohle eines Rheinarms, so dass sich dieser Teil auf einer etwa 1000 Meter langen Rheininsel befand. Ein Fund während des Ausbaus der Kölner U-Bahn brachte im Dezember 2007 aus 12 Meter Tiefe ein Transportschiff (Prahm) aus der Römerzeit zwischen 50 und 100 nach Christus hervor. Es transportierte Steine, die man zum Bau der Stadt benötigte. Der römische Hafen befand sich während der Römerzeit etwa in Höhe des heutigen Kölner Rathauses. Durch die Verlängerung des Rheinarms nach Osten gelang es den Römern, den Gewässerabschnitt ausreichend als Hafen zu sichern und eine Wasserfläche von etwa 60000 m² als Anlegestelle für 200 Schiffe zu nutzen. Der ausgebaute Hafen erstreckte sich etwa vom heutigen Breslauer Platz bis zum Holzmarkt, wo sich der Rheinarm wieder mit dem Hauptfluss vereinte. Die Ostmauer der römischen Stadtmauer verlief westlich von Heumarkt und Alter Markt am Fuß des heute noch erkennbaren Hügels, auf dem sich das Prätorium befand und heute das Rathaus steht. Während der Römerzeit lag der Heumarkt außerhalb der Rheinmauer, denn Ende des 1. Jahrhunderts nach Christus entstand hier die Stadtmauer, ein mächtiges Bauwerk von bis zu drei Meter Stärke und acht Metern Höhe. Zum Festland hin begrenzte die rheinseitige Stadtmauer den Rheinarm. Im 3. Jahrhundert hatte sich eine Sandbank im Rhein bis an die Stadtmauer ausgebreitet, so dass man den Hafen aufgab. Die beiden Plätze entstanden, nachdem dieser Rheinarm verlandete und sich der Boden für eine Bebauung als zu nachgiebig erwies.

### Mittelalter und frühe Neuzeit

Arnold Mercator – Der Heumarkt in der Kölner Stadtansicht von 1570

Heumarkt – Trachyt-Relief über dem Tor zur Fleischhalle (1401–1450)

Sein alter Name „Inselmarkt“ erinnert daran, dass er sich einst auf einer der Stadt vorgelagerten Rheininsel befand. Die Anlage der ersten Marktfläche auf dem Heumarkt wird anhand von Fundhölzern auf das Jahr 957 oder kurz danach datiert, nachdem man dieses Gelände von dort stehenden Bauten vollständig geräumt hatte. Die Umgestaltung des Heumarkts ist damit auf Erzbischof Brun zurückzuführen. Die Anlage einer zweiten Marktfläche erfolgte 1024 unter Pilgrim von Köln (dem auch die Anlage des Neumarktes zugeschrieben wird), eine dritte Marktfläche entstand 1082 unter Erzbischof Sigewin von Are, der hier eine 40 cm dicke Lage aus Feuchtböden aufschütten ließ; eine vierte Marktfläche folgte wohl 1106. Durch einen schiedsrichterlichen Spruch des Kaisers Friedrich I. vom Jahre 1164 musste der „Inselmarkt“ unbebaut bleiben, was seine Stellung als zentraler Marktplatz stärkte.

#### Trennung vom Alter Markt
Ursprünglich waren Alter Markt und Heumarkt ein einheitlicher Marktplatz unter dem Namen Alter Markt. Ihre Trennung erfolgte durch Eingliederung des Bezirks Unterlan. Unterhalb des Marstors („porta Martis“, kölsch „Marsporz“; durch Ratsbeschluss 1545 abgerissen) hieß er „Hühnermarkt“ oder „Unterlan“. Eine besondere Form des Gaddems ist die so genannte „La“, ein kistenförmiger Behälter, die auch für den Bezirk „Unterlan“ namensgebend ist. Zum Bezirk Unterlan gehörten Buttermarkt, Salzgasse, Unter Käster, der Nordosten des Heumarktes und der Nordwest-Teil des Marsplatzes. Der Name „vetus forum“ (Virnemarkt; Alter Markt) wird noch bis um 1400 häufig auch auf diesen Südteil bezogen.
Zunächst setzte sich nach Trennung vom Alter Markt bei den Schreinsschreibern für den Heumarkt um 1150 einfach „forum“ durch. „Ubi pabulum vendebatur“ (wo das Essen verkauft wird) hieß er in der frühen lateinischen Phase des Mittelalters, seit etwa 1250 kommt „forum feni“ (feni lat. = Heu) auf und gilt ab 1400 für den gesamten Heumarkt. Die Kölner bezeichnen ihn in Deutsch schließlich als „Heuwemart“, in der Kölner Stadtansicht von 1570 heißt er bei Arnold Mercator „Hewmarckt“. Hierauf ist der Heumarkt noch als einheitlicher Platz zu erkennen, abgegrenzt im Norden zum Alter Markt durch Unter Käster („Unter Kesteren“)/Salzgasse, im Süden durch den Malzbüchel. Mercator versäumte nicht, im Norden des Heumarkts den dort stehenden Pranger und Galgen einzuzeichnen.

#### Bauwerke

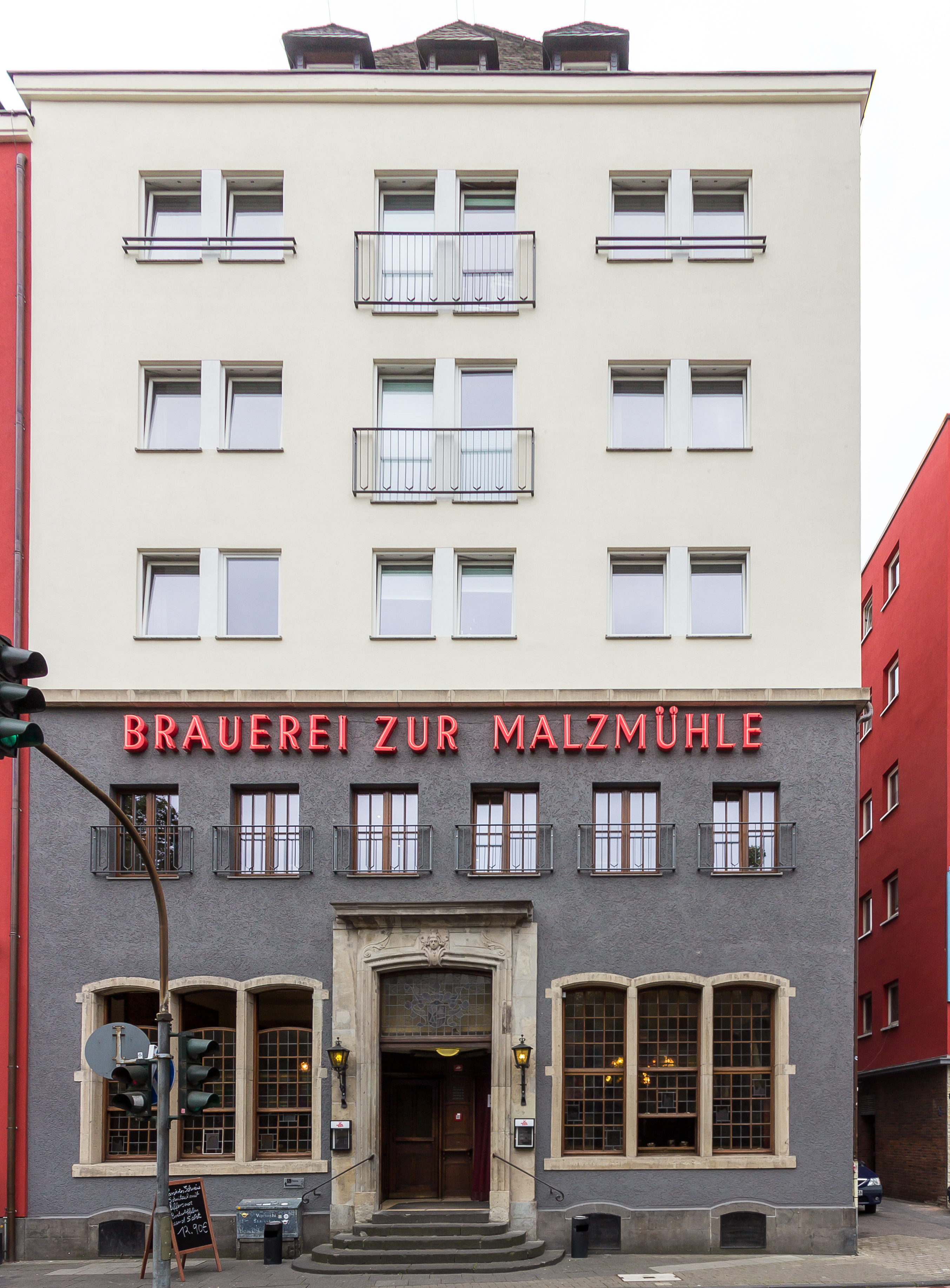
Heumarkt 6 – Brauerei zur Malzmühle

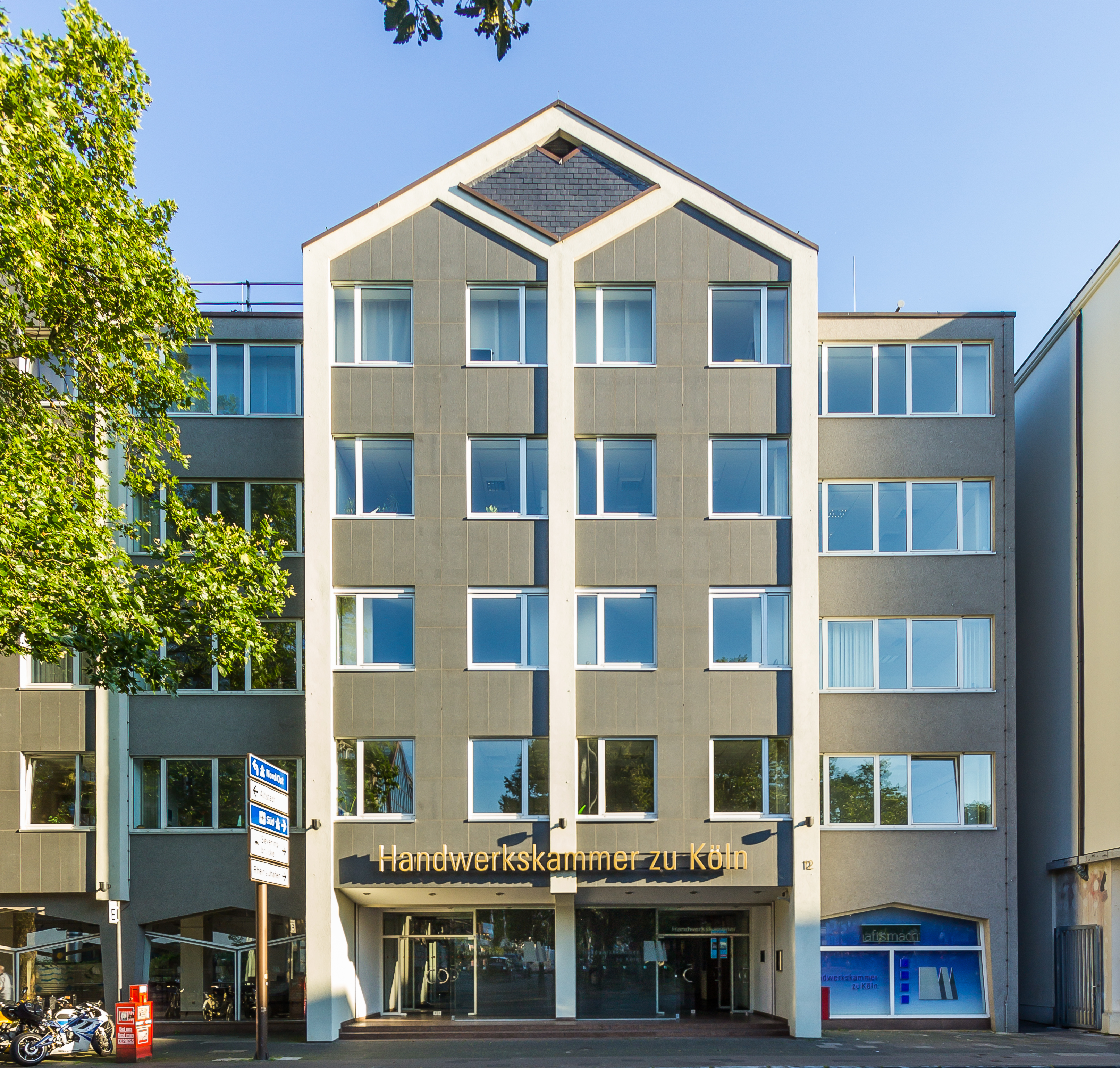
Heumarkt 12 – Handwerkskammer zu Köln

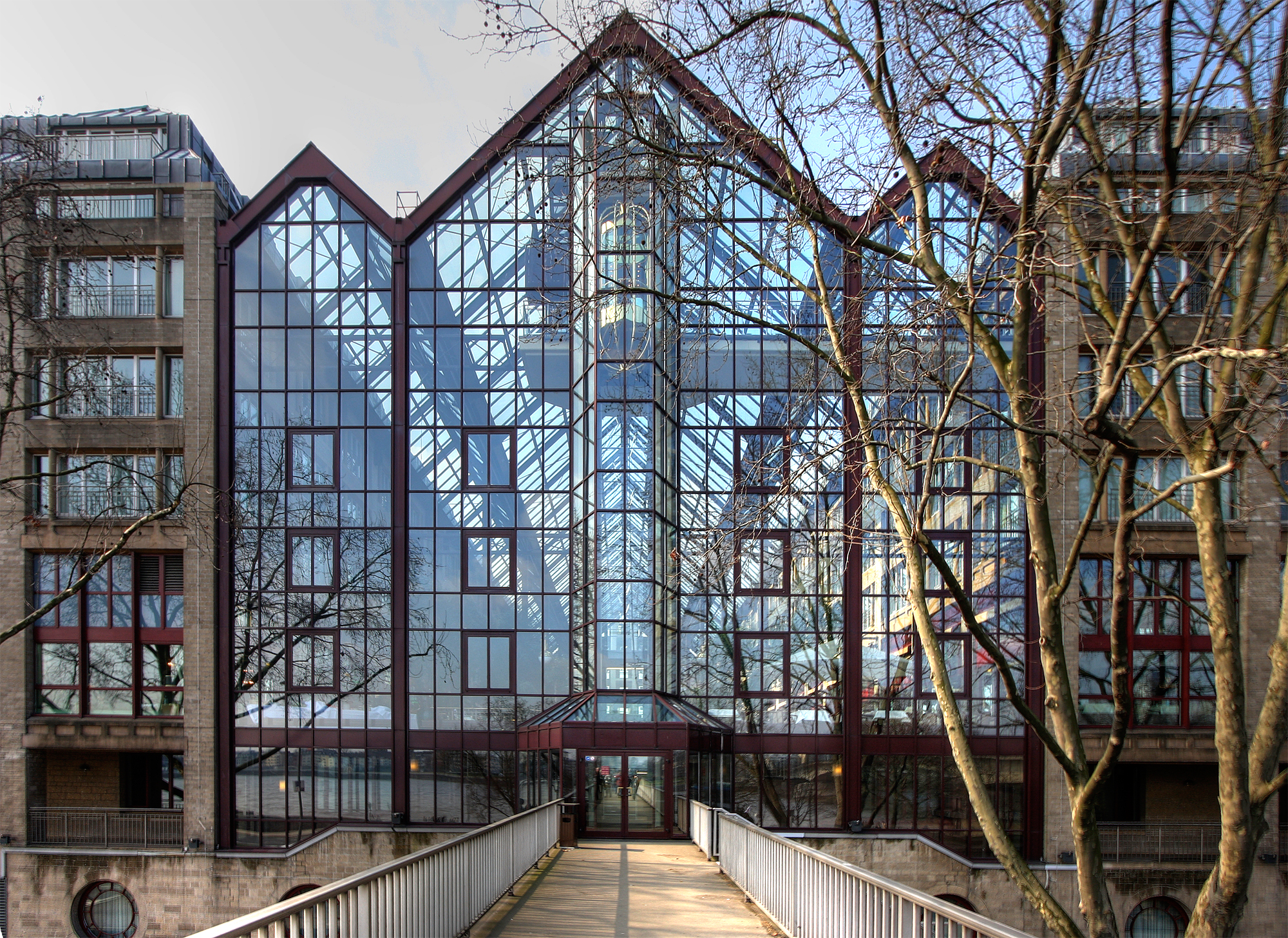
Heumarkt 20 – Maritim Hotel

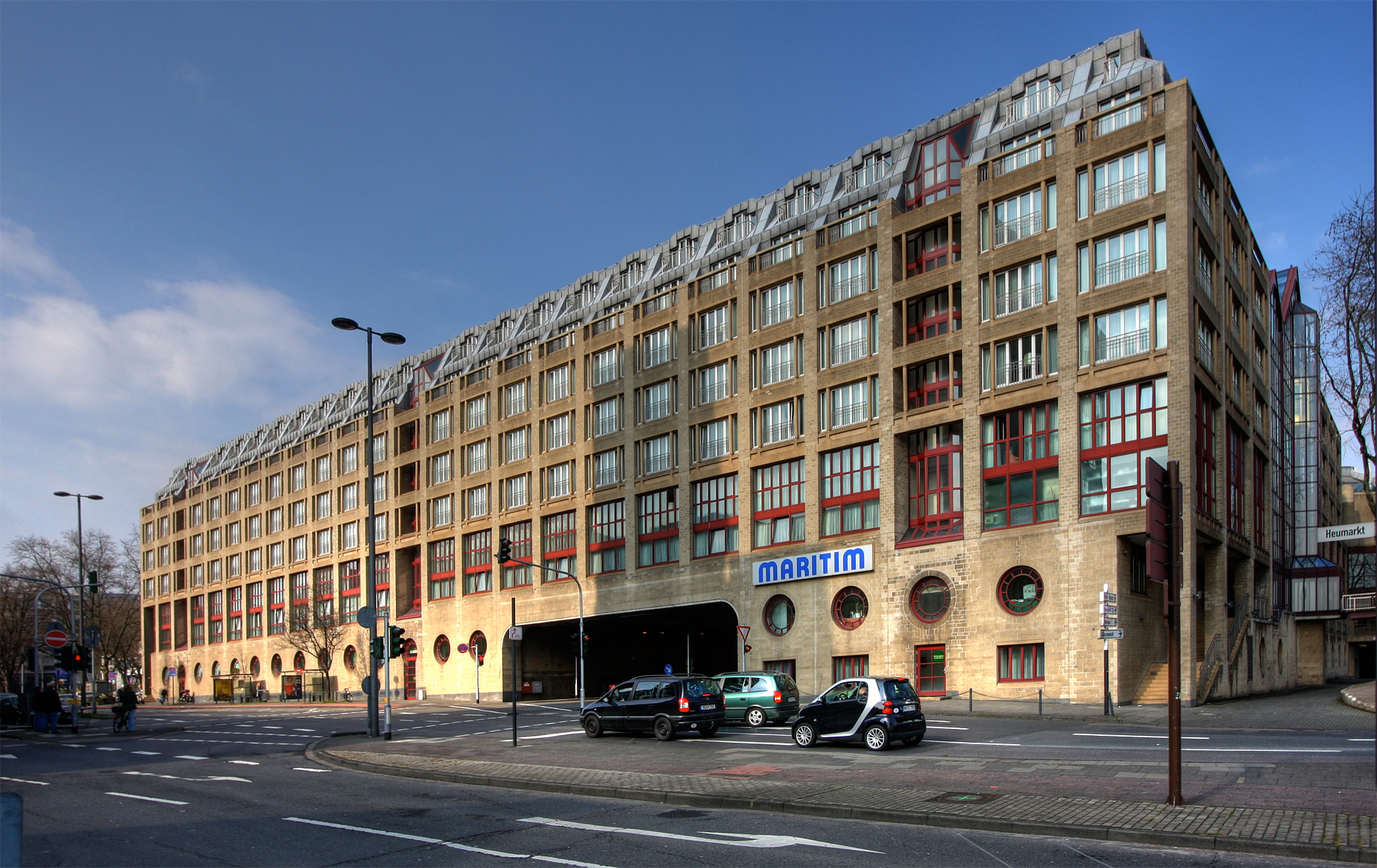
Heumarkt 20 – Maritim Hotel

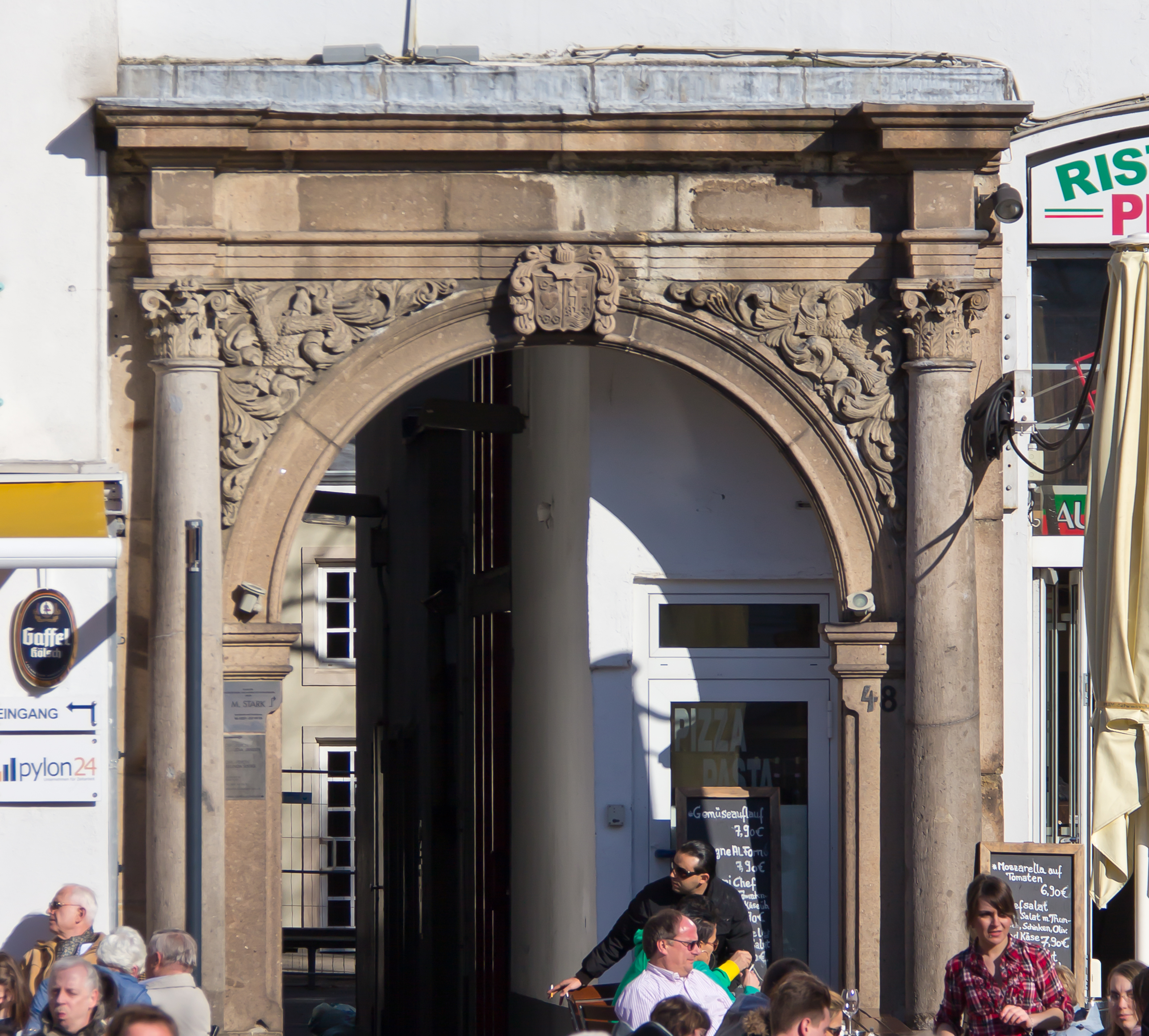
Heumarkt 48 – Portal

Das Haus „zum Stern“ wird erstmals spätestens 1159 erwähnt, als ein gewisser Hermann Stella das Grundstück erwirbt. 1163 erwähnen die Schreinsbücher erstmals das Haus „Minnefuss“ (heutige Nr. 77), seit 1351 „Zabelbank“ genannt. Eiko von Halle tauchte 1184 in den Schreinsbüchern als Besitzer des Hauses „Airsbach“ auf, das später eine Namensumwandlung in „Haus Oversburg“ vollzog und an der Malzmühle lag. Im Jahre 1247 erwerben die „Linwaitmenger“ das Leinwandhaus, es folgten 1278 die Wollweber mit dem „Haus Aachen“ und 1322 die Tuchverkäufer mit dem benachbarten „Haus Oversburg“. Das Leinwandhaus gilt als eines der ersten öffentlichen Kaufhäuser der Stadt. Am 20. November 1371 marschierten über den Heumarkt in Richtung Malzbüchel die bewaffneten Gegner der Weber zur Endphase des Kölner Weberaufstandes. Nachdem die Stadt die beiden letztgenannten Häuser erworben hatte, mussten sie – als Folge des Weberaufstands – im Jahre 1372 einer Fleischhalle weichen.
Die größte städtische Fleischhalle mit einer Fläche von 825 m² befand sich auf der Westseite des Heumarkts (bei Mercator „Vleischhauß“), wo sich die Bürger an etwa 35 Fleischbänken versorgen konnten. Sie war durch einen Torbogen (Relief aus dem Jahre 1401) mit dem Heumarkt verbunden. Am 15. März 1568 beschloss der Rat, den Überbau des alten Fleischhauses abzubrechen und eine neue Halle zu schaffen. Die südliche Halle diente ab 1887 als „Freibank“ für minderwertiges Fleisch („Kotzbank“). Das gesamte Bauwerk musste 1910 dem Durchbruch der Gürzenichstraße weichen.
„Haus Brüssel“ (heutige Heumarkt Nr. 19) hatte seinen Namen durch Goswin Leo von Brüssel, der es um 1200 erwarb. Nach dem Verfall gab man das Haus spätestens 1426 auf, 1595 ließ hier Ratsmitglied Baltasar von Berchem einen Neubau errichten. Der „Brabanter Hof“ gehörte dem Herzog von Brabant, der ihn 1237 an Hermann von Uthe und 1359 an Constantin von Lyskirchen verlehnte. Der Patrizier Gerhard zum Pütz erwirbt 1228 ein großes Anwesen am Heumarkt. 1295 übernahm Henricus de Caldario drei Häuser an der Ecke zur Markmannsgasse.
Gaffeln hatte es bereits lange vor dem Verbundbrief gegeben, denn 1365 nahm die Gaffel „Eisenmarkt“ das „Haus Brüssel“ am Heumarkt in Erbleihe. Die Kaufleutekorporation „societas de societate furce, dicte vulgariter de gaffelen super forum Ferri“ nahm ein Haus auf dem Heumarkt in Erbpacht. Haus „Starkenberg“ (Starkimberg; Nr. 10) diente seit 1370 als Versammlungsort der Zunft Eisenmarkt, die damit sogar über zwei Versammlungshäuser verfügte. Starkenberg gehörte seit 1784 der Kölner Großkaufmannsfamilie Jakob Johann Lyversberg (Wein- und Tabakhandel) und wurde 1907 abgerissen. 1416 erwarben Gaffelmitglieder das Haus „zome Wynke“ und richteten hier das Gaffelhaus „Hemelriche“ (Himmelreich) an der Südostecke des Heumarkts ein. Das Zunfthaus der Fleischer lag seit 1426 unweit der Fleischhalle südlich vom Leinwandhaus in einer Hälfte des Hauses „zum Stern“.
Haus Nr. 6 befand sich spätestens seit dem 3. Februar 1543 im Besitz von Peter von Halveren(s), ein Turm hinter dem Hause ist seit 1393 urkundlich belegt. Ein großbürgerliches Wohnhaus „Haus Erpe“ stand in Nr. 28, unter dem Namen „zum Ochsen“ gelangte es 1519 im Nachlass der Eheleute Hase, deren Haus von Christian Wickrath umgebaut wurde. Das Haus „zur Drachenburg“ in Nr. 50 entstand 1556, das Wohnhaus „zum Drachen“ in Nr. 52 taucht 1596 erstmals auf, Nr. 35 entstand im Jahre 1594. Das Haus „St. Peter“ in Nr. 77 entstand 1568 für den Ratsherren Johann Peter Terlaen (oder ter Lahn) von Lennep, das erstmals 1891 erneuert wurde und heute noch weitgehend erhalten geblieben ist. Haus Sternenberg in Nr. 7 (Sterrenberg) galt 1464 als eine der renommierten Hotels für Messegäste; der holländische Eigentümer und Wirt Johann van Lenderinchusen erwarb das Anwesen 1458. Bürgermeister Gerhard Pilgrum d. Ä. wohnte um 1541 in „Haus Pilgrum“ (Nr. 16), zudem besaß der Weinhändler hier die komplette Häuserreihe 14–20; das Hotel Vanderstein-Bellen entstand um 1542 in Nr. 16 (früher Nr. 20). Frau Bellen starb im Oktober 1899 und vererbte das 1880 renovierte Haus an Jakob und Aloys Vanderstein; es galt als das schönste Haus der Stadt. Anstelle der Häuser „zum großen und kleinen Bär“ (Nr. 20, früher Nr. 24) errichtete Buchdrucker Johann Gymnicus 1614 ein Haus mit Stufengiebeln.
Auf dem Heumarkt und Alter Markt konzentrierte sich das eigentliche Marktgeschehen. Hier bot man Gemüse, Käse, Hülsenfrüchte, Fisch und Gewürze an, weiter südlich verkauften die Händler ihr Getreide und Heu, das dem Heumarkt seinen Namen gab. Hier stand seit 1492 eine Kornwaage. Festinstallierte Stände und Verkaufsbuden (Gaddemen) gab es wenige, weil hier zweimal wöchentlich der „kleine“ und der „große Viehmarkt“ in der Nähe der Tränke stattfand. Freitags gab es einen Pferdemarkt, wöchentlich einen Hühnermarkt.

#### Hinrichtungsstätte

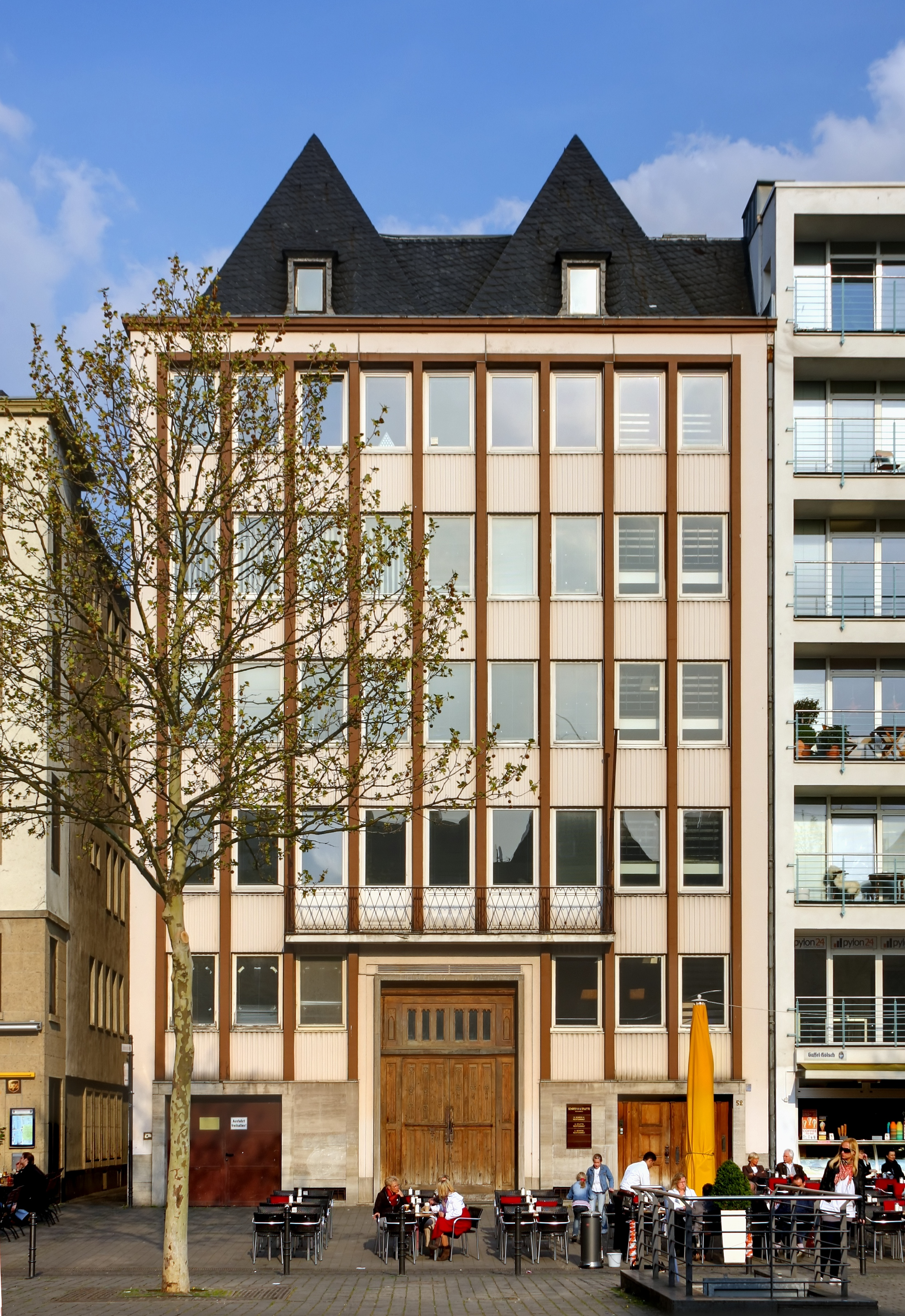
Heumarkt 52 – Geschäftshaus

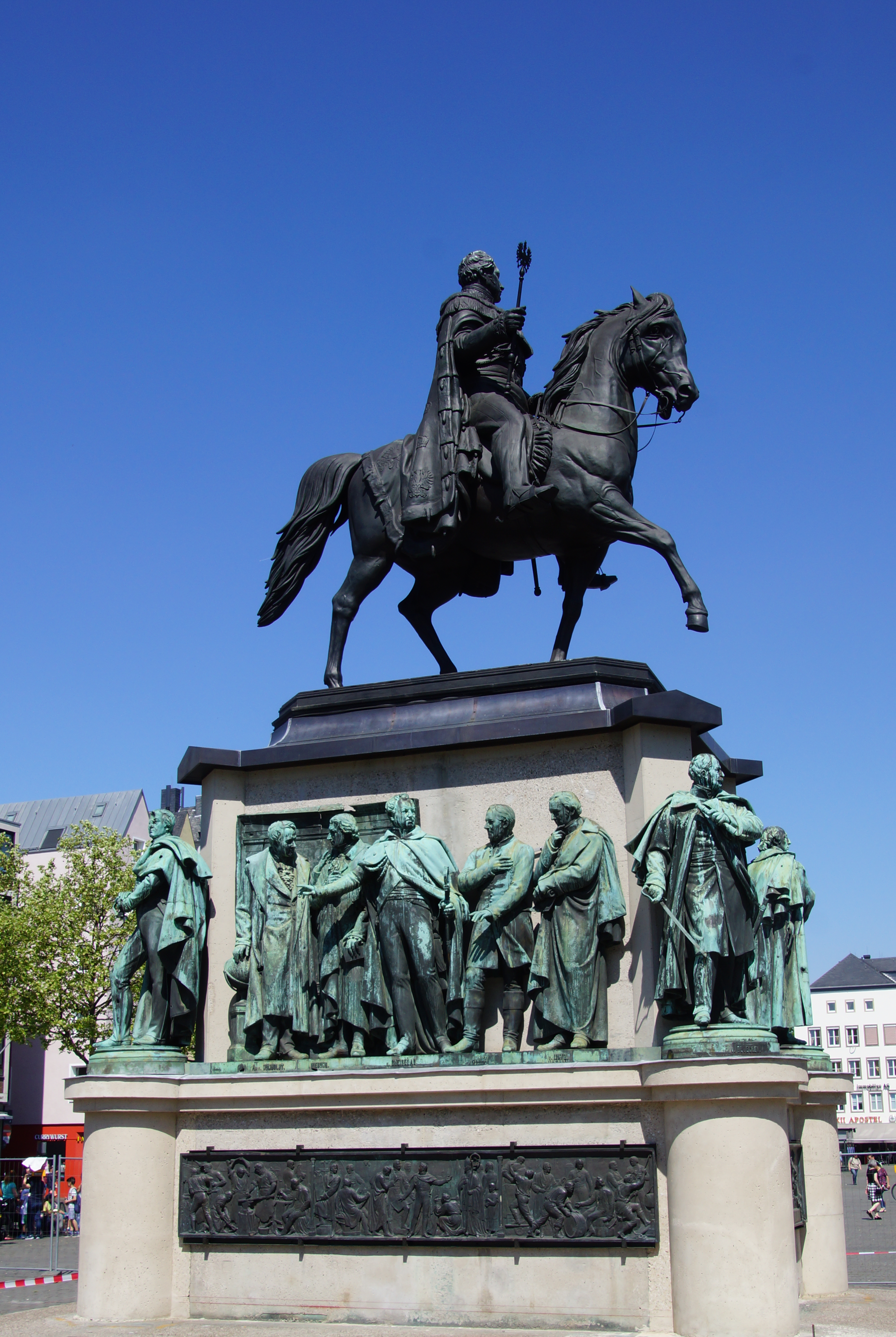
Reiterstandbild für den preußischen König Friedrich Wilhelm III., 2016

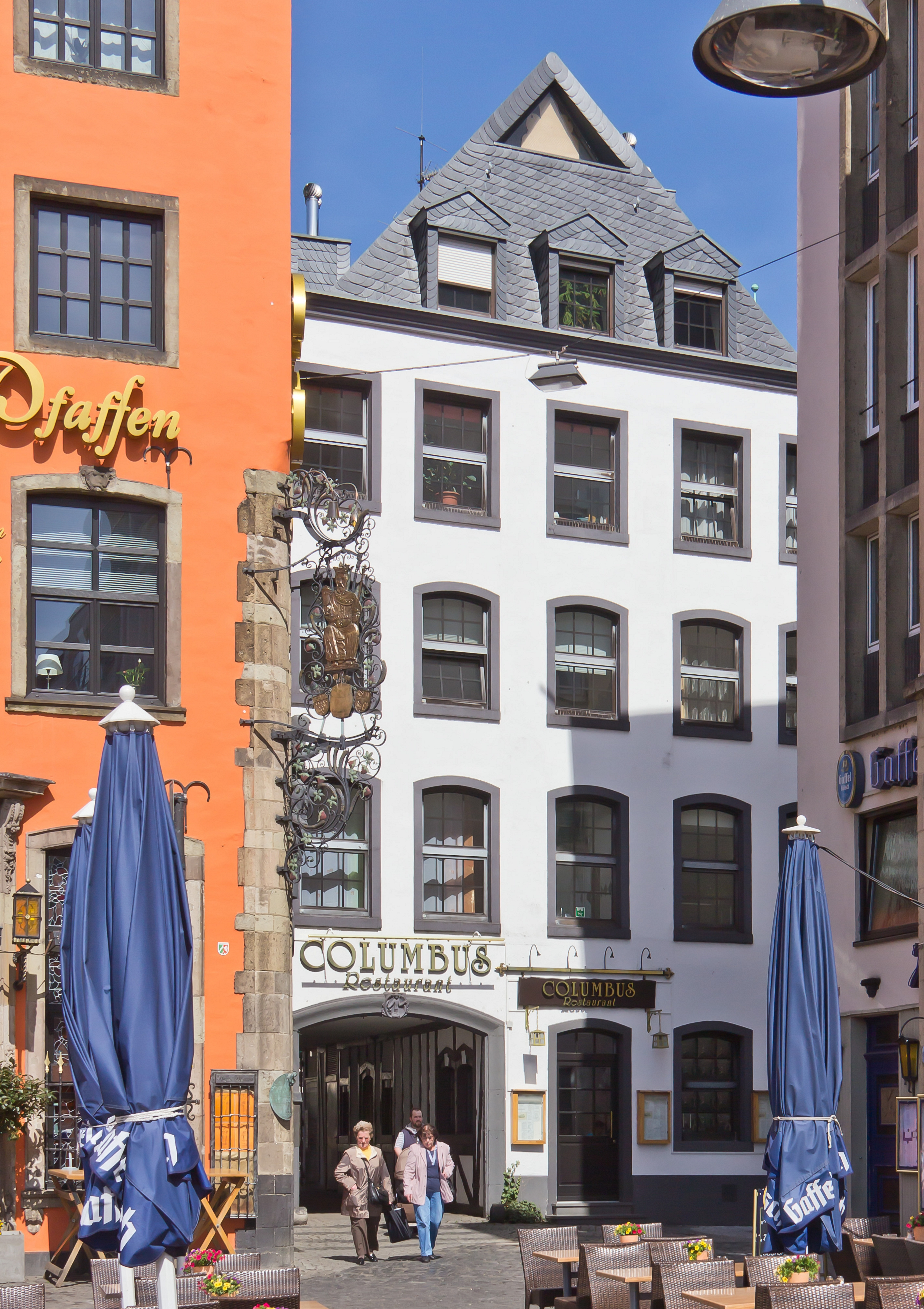
Heumarkt 60 – Wohn- und Geschäftshaus

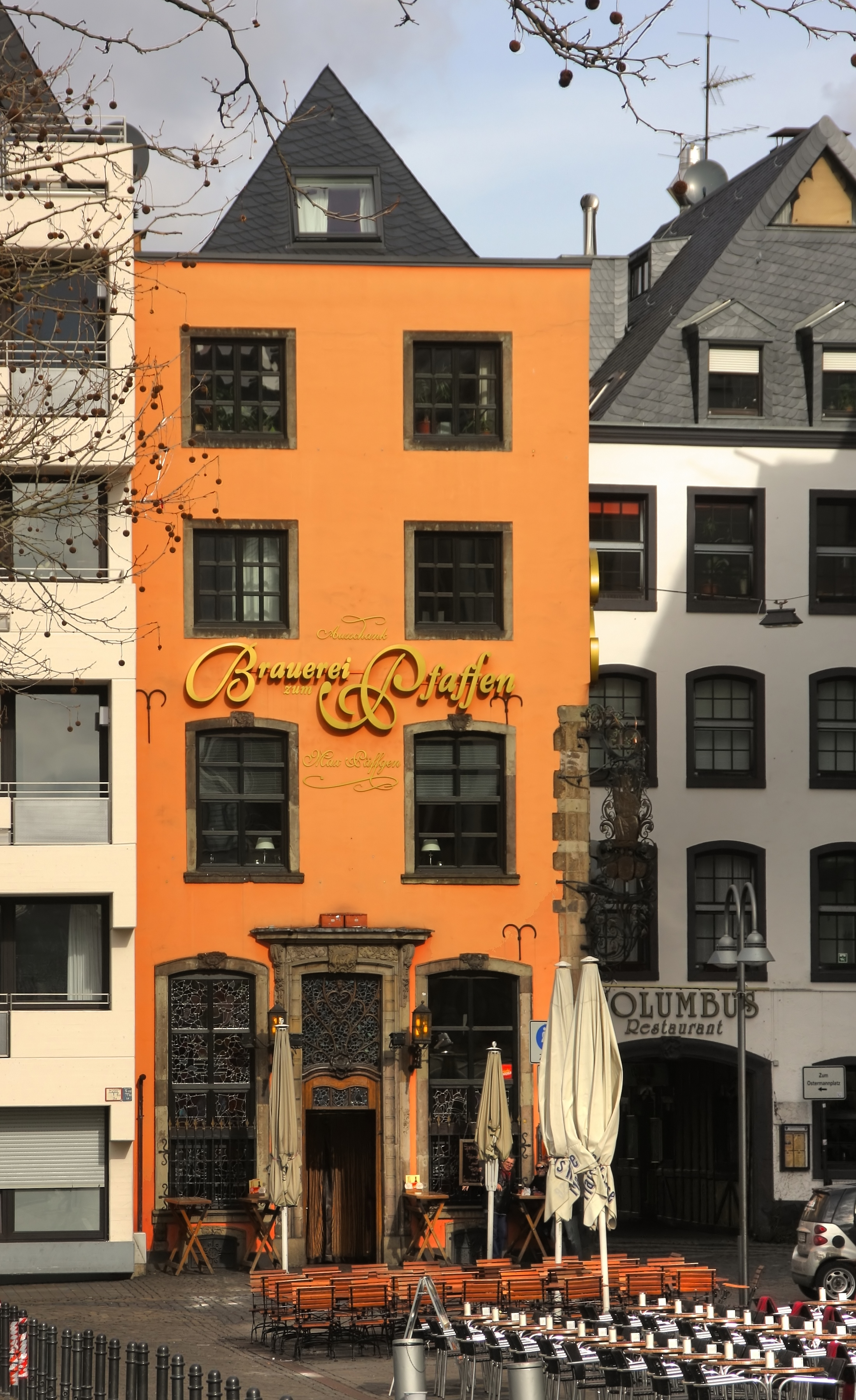
Heumarkt 62 – „Brauerei zum Pfaffen“

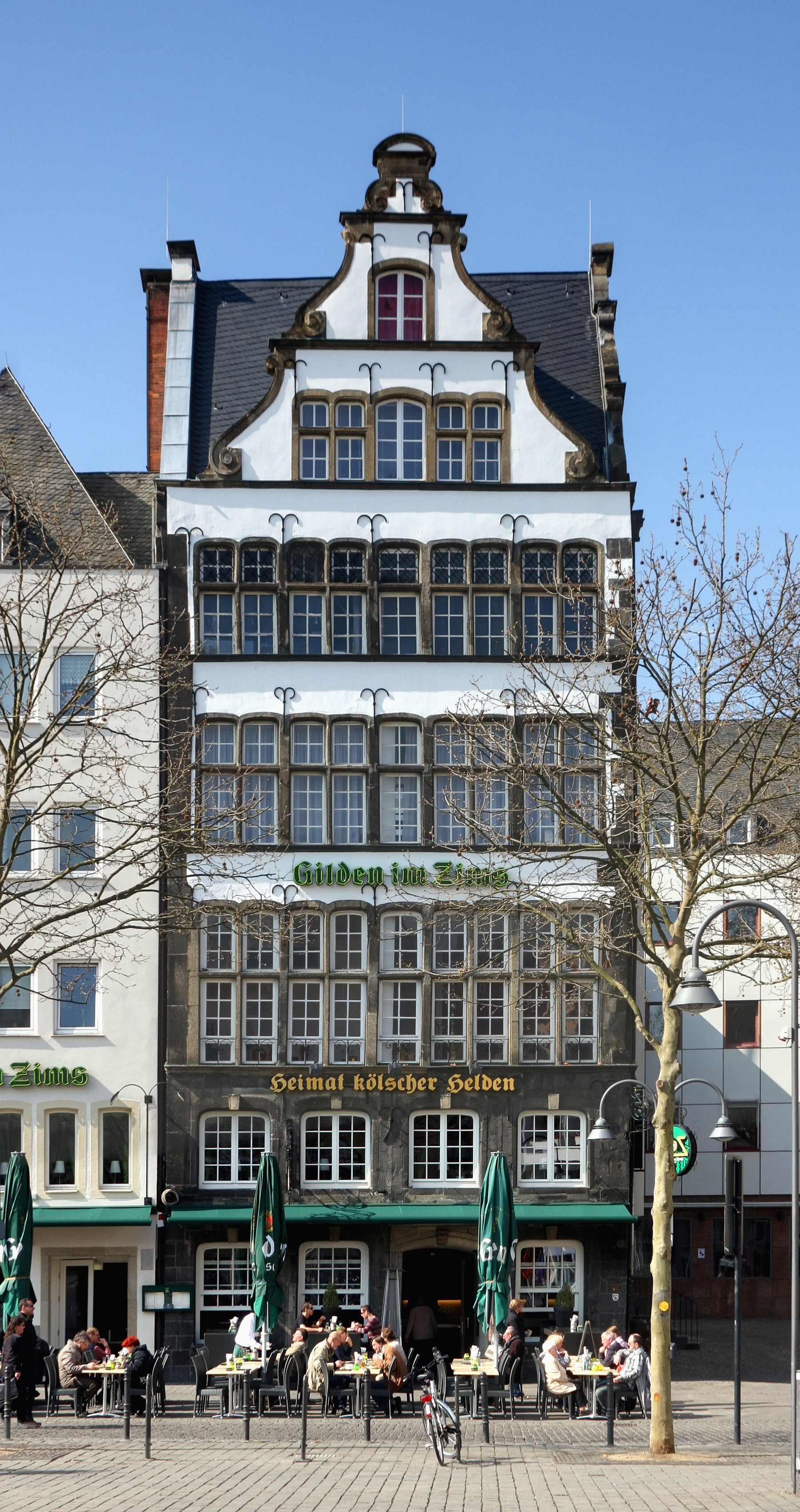
Heumarkt 77 – „Gilden im Zims“

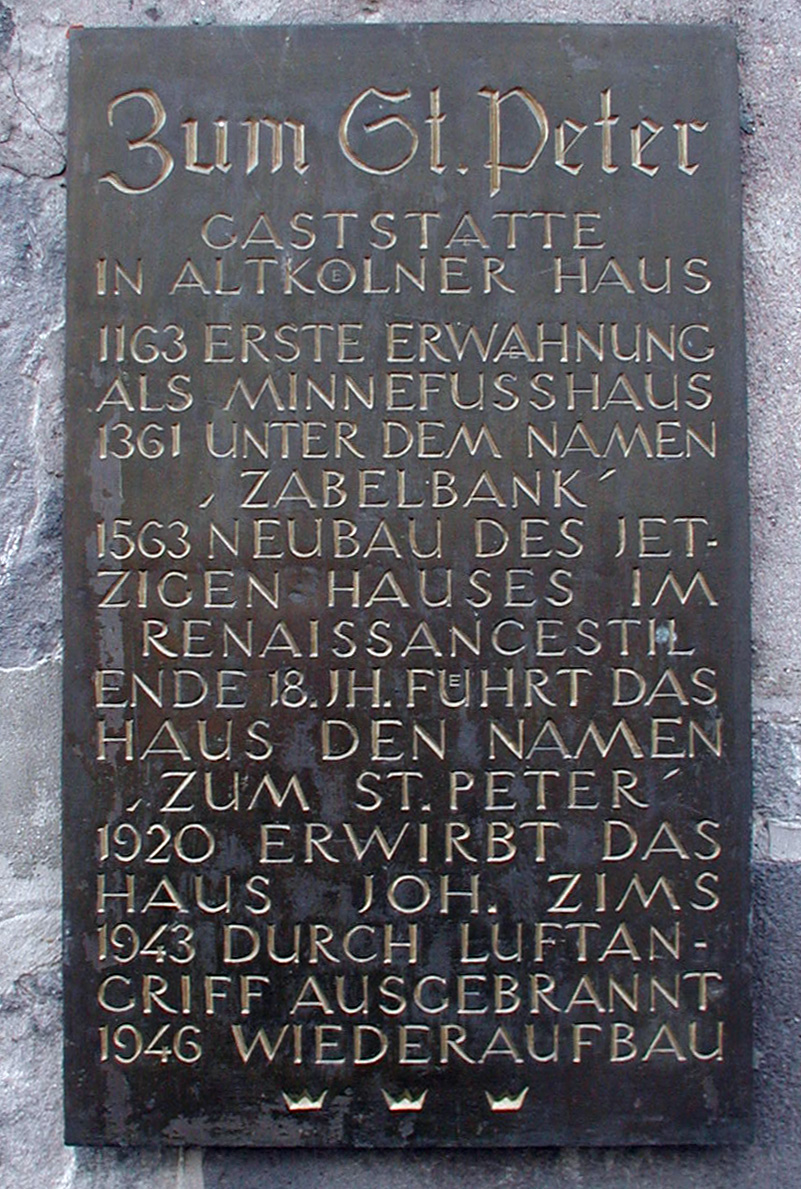
Heumarkt 77 – „Haus St. Peter“

Auf dem Heumarkt stand der „Schuppstuhl“ (Schandstuhl) als Ausdruck der Strafgewalt des Stadtrates und diente zur Bestrafung betrügerischer Händler. Sie wurden dort mit Ruten ausgepeitscht. Der Rat der Stadt Köln ordnete sogar Anfang des 13. Jahrhunderts die Installation eines Galgens an. Vor allem fanden hier jedoch Enthauptungen hochgestellter Personen statt. Das wegen Ungehorsams und Hochverrats verbannte Ratsmitglied und ehemaliger Bürgermeister Heinrich von Stave wurde am 11. Januar 1396 auf dem Heumarkt enthauptet, sein Leichnam gevierteilt „und dieselben Theile außer Köln auf der Städte Straßen gesetzt“. Einige Autoren vermuten, dass auch Hilger Cleyngedanck, genannt Hilger von der Stessen, am 26. Januar 1398 auf dem Heumarkt enthauptet worden sei. Nachdem Kaiser Friedrich III. 1467 der Stadt ein Privileg zugestanden hatte, richtete man Galgen, Rad und die sonstigen Zeichen der Gerichtsbarkeit auf. Die Rädelsführer des Aufstandes zwischen dem 28. September 1481 und dem 18. Februar 1482 wurden ebenso wie Verschwörer der Revolution vom 21. Dezember 1512 bis 7. Januar 1513 auf dem Galgen am Heumarkt hingerichtet. Werner von Lyskirchen kam hier am 9. März 1482 durch den städtischen Schwertträger und nicht durch den üblichen Henker zu Tode. Die Zunftaufstände führten zu einer Serie von Hinrichtungen. Als hier am 10. Januar 1513 der Ratsherr Diederich Spitz hingerichtet wurde, schlug der Henker mit solcher Wucht zu, dass der Kopf in die Zuschauer rollte. Als Tribut an die tobende Bevölkerung wurden zudem am 11. Januar 1513 der mehrfache
Bürgermeister Johann von Berchem, am 13. Januar der Bürgermeister Johann von Rheidt und der Jurist Johann von Oldendorp, am 15. Januar der Weinmeister Peter Rode, der Gewaltrichter Frank von der Linden und der Ratsrichter Bernt Eys öffentlich hingerichtet. Am 13. Januar 1550 erhängte man zwei Spanier, von denen einer des Totschlags und der andere des Diebstahls bezichtigt wurde. Stadtsekretär Gereon Hesselmann wird am 12. August 1683 wegen Geheimnisverrats gegenüber dem Gaffelhaus „Himmelreich“ enthauptet.

#### Börse
Die Kölner Börse konnte 1580 in das erste eigene Börsengebäude im Zentrum des Heumarkts einziehen. Offensichtlich handelte es sich nur um ein abgegrenztes, nicht überdachtes Areal. Da zwischen 1650 und 1727 keine Nachrichten über die Börse vorlagen, vermutete man einen Rückgang der Kölner Wirtschaft in jenem Zeitraum. Das änderte sich wohl auch nicht, als 1730 an selber Stelle ein neues umgittertes Börsengebäude auf dem Heumarkt entstand, denn es wurde auch für Theateraufführungen genutzt. Außerdem scheint es baulich sehr mangelhaft gewesen zu sein, denn die Händler benutzten es seit 1790 nicht mehr. Am 1. Oktober 1820 fand die Eröffnung des neuen Börsengebäudes auf dem Heumarkt statt. Bedingt durch den beginnenden Aktienhandel stellte sich dieses Gebäude bald als zu klein heraus, so dass man am 6. September 1843 in das Overstolzenhaus umzog.

### 18. Jahrhundert bis Beginn des Zweiten Weltkriegs

Heumarkt mit Börse vom Süden, Kupferstich von Charles Dupius (um 1790)
Heumarkt – Börse, Aquarell von Friedrich August Motte (1827)
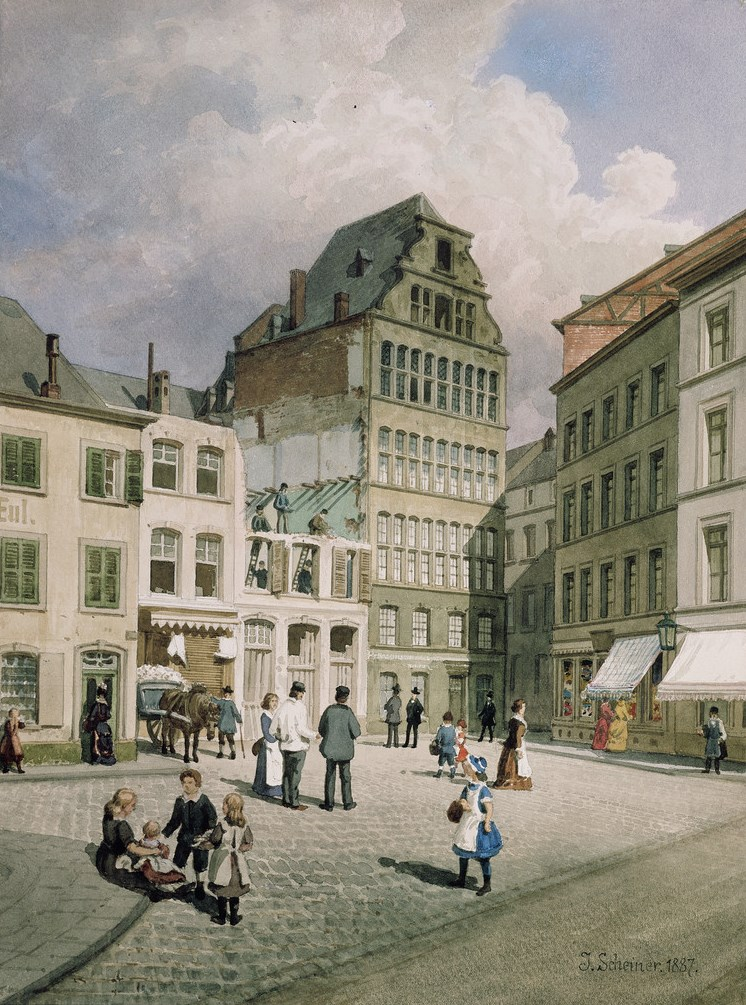
Heumarkt 77 – Haus Sankt Peter, Zeichnung von Jakob Scheiner (1887)
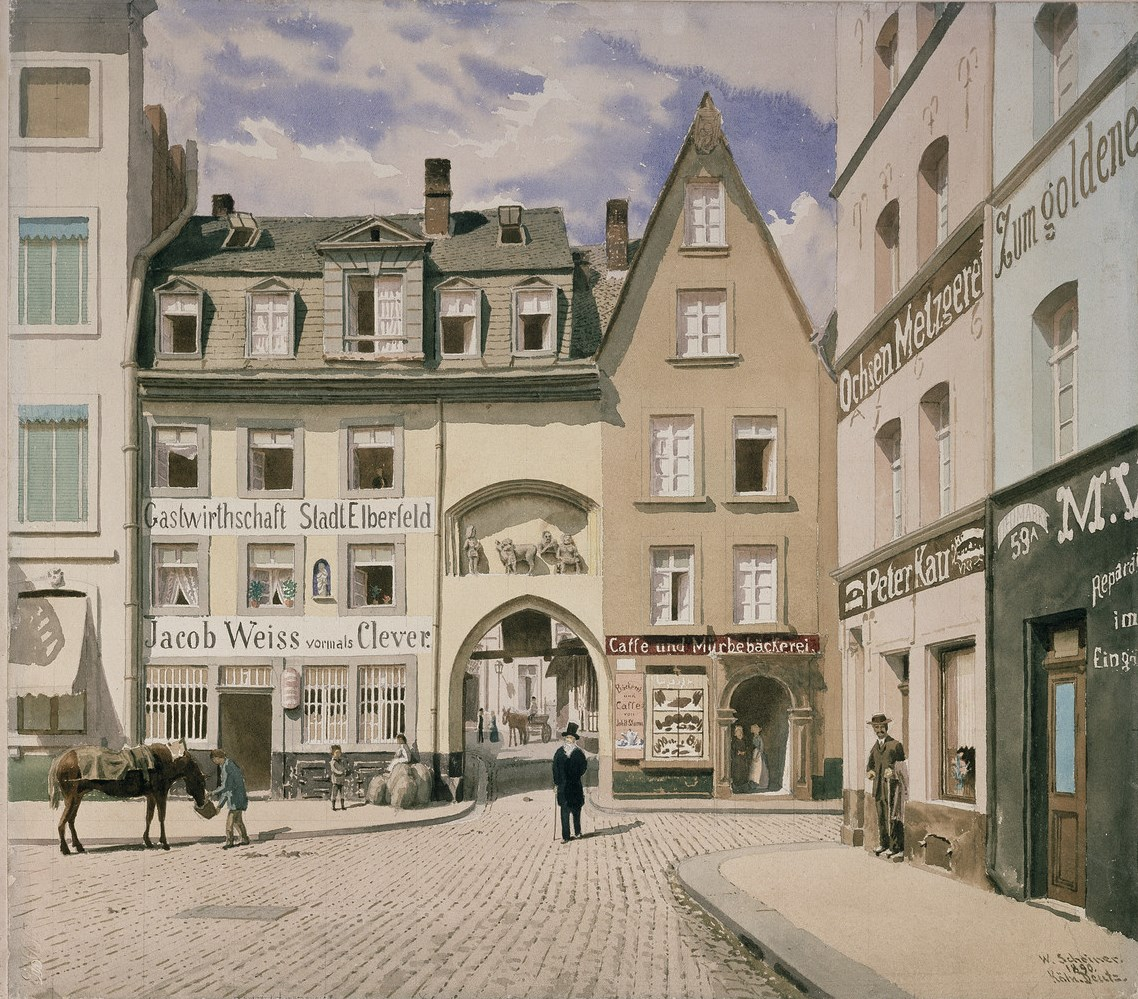
Heumarkt – Westseite mit Eingang Fleischhalle, Aquarell von Wilhelm Scheiner (1890)
Heumarkt – Eingang Fleischhalle (um 1902)
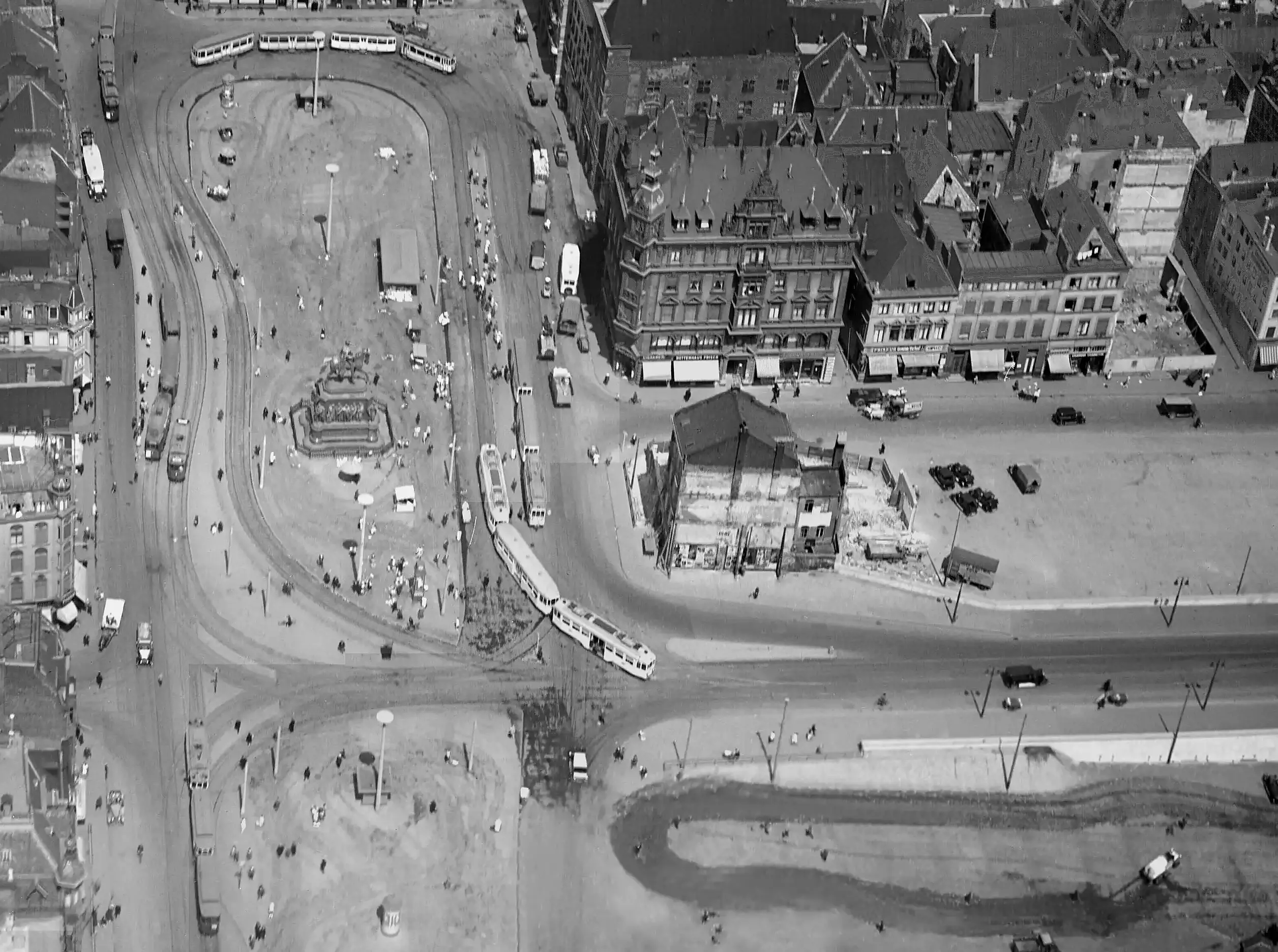
Verkehrsknoten 1928

Im Mai 1727 durfte „Doctor von Puppart“ (Balthasar Mittenmeyer) auf dem Heumarkt eine Schaubühne („Schawbuine“) einrichten. Angelo Mingotti erhielt im Juni 1757 die Erlaubnis vom Stadtrat, eine Bühne zu errichten und Opernvorstellungen zu geben. Das Bauwerk kam allerdings über den Status einer Bretterbude nicht hinaus. In der Bretterbude des Theaters lernte Giacomo Casanova zwischen Januar und April 1760 die Gattin des damaligen Bürgermeisters, Mimi de Groote, kennen, die ihn zu seiner Unterkunft, dem Gasthof „zum heiligen Geist“ am Thurnmarkt begleitete und mit ihm eine Affäre begann.
Nikolaus Krakamp erbaute 1744 das Haus Nr. 6 „zum Gruwel“; der Neubau in Nr. 6 befand sich seit dem 30. Mai 1744 im Besitz des Anton von dem Hesacker und der Margarete von Waldt, es folgte Anton Maria Mochetti, der am 19. Mai 1732 Bürger von Köln wird und 1765 als Kaufmann auf dem Heumarkt tätig ist. Die ehemalige Metzgerzunft entstand um 1755 und residierte zeitweise in Nr. 45; Haus Nr. 25 entstand 1757 und brannte am 31. Mai 1942 ab. Kaufleute gründeten am 18. September 1776 ein „Handlungskollegium“ im Haus Nr. 6. Die Freimaurerloge „secret des trois rois“ (Dreikönigsloge) tagte seit September 1776 am Heumarkt Nr. 1072 bei Olivier Joseph Wacomont.
In der französischen Besatzung durften alle Kölner Straßen ab 1. Januar 1813 nur noch die französischen Namen des Itinéraire de Cologne tragen; der Heumarkt hieß fortan Le marché au foin (Heumarkt). Am 28. September 1816 sorgte ein preußisches Edikt wieder für die Abschaffung der französischen Straßennamen, wodurch der Heumarkt seinen vorherigen Namen zurückerhielt. Ein gewisser Tillmann Ollivier schlug am 12. Januar 1813 am ehemaligen Börsengebäude auf dem Heumarkt als Protest gegen neue Truppenaushebungen ein Plakat an, worin es hieß: „Der große Napoleon ist von der Armee fortgelaufen. Der Spaß hat ein Ende, er kriegt keinen Mann und keinen Groschen mehr.“ Das als Truppenwerbehaus genutzte Haus „zum Kessel“ wurde 1713 wegen angeblicher Freiheitsberaubung gestürmt. 1844 entstand eine Hauptwache für 50 Soldaten und 50 Gefangene, die jedoch 1877 wieder abgerissen wurde.
Goethe logierte in Haus „Starkenberg“ (Nr. 10) am 26. Juli 1815. Für König Friedrich Wilhelm III. gab man am 30. Juni 1821 auf dem Heumarkt einen feierlichen Empfang, in dessen Rahmen die an der Brückenrampe gelegene Markmannsgasse an jenem Tag den Namen „Friedrich-Wilhelm-Straße“ erhielt. Zwischen Juni 1848 und Juni 1849 unterhielten Karl Marx und Friedrich Engels die Redaktionsräume ihrer Neuen Rheinischen Zeitung im Haus Nr. 65. Das Grandhotel „Victoria“ oder „Clement“ (Inhaber Joseph Clement) eröffnete am 9. Juni 1862 in Nr. 46–50 (1924 abgebrochen). Durstige Marktleute waren von jeher eine gute, trinkfeste Kundschaft für Bier- und Brauhäuser gewesen. Das zog denn auch eine ganze Reihe dieser Unternehmen an den jetzt zentralen Marktplatz: so die „Hausbrauerei Jakob Jansen“ (bis 1842), Heumarkt Nr. 13, das Brauhaus „Zur Krone“ (bis 1870) Heumarkt Nr. 36, das Brauhaus „Zum Schloss Bensberg“ (bis 1881) Heumarkt Nr. 68 oder die Brauerei „Hub. Koch jun.“ (bis 1883) an Heumarkt Nr. 69.
Die am 29. November 1904 am Sassenhof (aus Sachsenhof) eingeweihte Hauptmarkthalle (dreischiffige Glashalle mit einer Fläche von 7500 m²) diente als Obst- und Gemüsemarkt und trug zur überregionalen Bekanntheit des Heumarkts bei, denn sie besaß einen Gleisanschluss an die Eisenbahn und Straßenbahnen. Für den Bau der Markthalle nach Plänen von Balduin Schilling (städtisches Hochbauamt) und Otto Müller-Jena mussten 70 Wohnhäuser zwischen Thurnmarkt und der damaligen Straße Auf Himmelreich weichen. Am 12. Juli 1940 fand der letzte Hauptmarkt in der Halle statt, danach zog der Markt an das Bonntor um. Das im Krieg beschädigte Gebäude wurde 1950/51 abgebrochen.

#### Reiterdenkmal
Das Denkmal für König Friedrich Wilhelm III. von Preußen hat eine wechselvolle Geschichte erlebt. Sein Original stammte vom Bildhauer Gustav Blaeser, der hiermit 1855 begann, aber während der Bauarbeiten verstarb († 20. April 1874), so dass das Denkmal von den Berliner Bildhauern Alexander Calandrelli und Rudolf Schweinitz vollendet werden musste. Sechzehn Bronzefiguren und vier aus mehreren Bestandteilen bestehende Bildtafeln innerhalb der Sockelzone des Reiterstandbildes sollen von den Reformen und Errungenschaften während der Regentschaft des preußischen Königs künden. Nach der Grundsteinlegung am 16. Mai 1865 fand die feierliche Enthüllung am 26. September 1878 durch Kaiser Wilhelm I. statt.
Die Druckwelle einer Luftmine ließ am 29. Juni 1943 Ross und Reiter vom Denkmal stürzen, 1959 wollte die Stadt die Fragmente des Denkmals einschmelzen lassen. Das geschah auch – bis auf den Kopf des Königs und die Kruppe des Pferdes, die seit dem 10. Dezember 1982 die Rampe der Deutzer Brücke zierte. Seither nannten die Kölner dieses Pferdehinterteil auf dem Heumarkt „die Fott vum Pääd“. Nicht eingeschmolzen wurden auch die Sockelplastiken der Brüder Alexander und Wilhelm von Humboldt, die lange auf dem Schulhof des Humboldt-Gymnasiums standen.
Im November 1983 errichtete die Stadt einen provisorischen Sockel mit 16 lebensgroßen Figuren etwas südlich der ursprünglichen Position. Ein aus Styropor gefertigtes, heimlich im September 1985 angebrachtes Reiterstandbild des Bildhauers Herbert Labusga machte schließlich den Weg für die Wiederherstellung der metallenen Version des Standbildes unter Einbeziehung erhalten gebliebener Teile ab Mai 1990 frei. Ausführend war dabei der Düsseldorfer Bildhauer Raimund Kittl. Am 29. September 1990 kam das Ergebnis seiner Arbeit auf den Sockel. Die Montage des Reliefs am Sockel erfolgte am 24. April 1993. Im Mai 2001 mussten die Beine des Pferdes mit einer Stützkonstruktion entlastet werden. Die Baufälligkeit sorgte am 7. November 2007 wegen einer Orkanwarnung für die Deinstallation des Denkmals. Nach einer Sanierung durch die RWTH Aachen steht es seit dem 6. Oktober 2009 wieder auf seinem Platz mitten auf dem Heumarkt.

#### Brücken
Der rheinseitige Teil des Heumarkts diente als Rampe für zwei verschiedene Brücken, den Vorläufern der heutigen Deutzer Brücke. Am 16. November 1822 erfolgte die Einweihung der Deutzer Schiffsbrücke vom Heumarkt nach Köln-Deutz. Es handelte sich um den ersten Rheinübergang seit der römischen Rheinbrücke. Sie bestand aus Holzplanken, die über 42 Nachen führten. Ihre Bauweise machte sie deshalb bei Hochwasser und Treibeis besonders anfällig. Am 15. März 1913 ist an der Stelle der alten Schiffsbrücke Baubeginn für eine Kettenhängebrücke zwischen dem Heumarkt und Köln-Deutz, für deren Rampe linksrheinisch die Straßburger Gasse und der Sassenhof weichen mussten (siehe auch Markmannsgasse 2a). Die Einweihung der 368,92 Meter langen Hindenburgbrücke erfolgte am 15. Juli 1915. Nach Eröffnung der Brücke wurde der Heumarkt zu einem zentralen Verkehrsknotenpunkt des Kölner Straßenbahnnetzes, da hier die meisten Vorortbahnlinien ihren Ausgangs- und Endpunkt hatten. Eine Verbreiterung der Brücke um 9 Meter auf 27,5 Meter fand bis 15. Juli 1940 statt. Die im Krieg mit Bombenlöchern durchsiebte Brücke stürzte am 28. Februar 1945 mit zahlreichen Passanten ein, seit dem 22. Mai 1945 gab es neben den Trümmern der Hindenburg-Brücke die Lesley McNair-Behelfsbrücke („Amerikaner-Brücke“). Das im Zuge des Baus der Deutzer Brücke neugeordnete Straßenbahnnetz überließ dem Heumarkt lediglich die Funktion einer Haltestelle der von der Brücke kommenden Ost-West-Strecke. Als Umsteigeknotenpunkt zu den Vorortstrecken fungiert nunmehr der Neumarkt.

### Seit dem Zweiten Weltkrieg
Ein für den Heumarkt bis heute ungelöstes Problem ist die bauliche Gestaltung der Brückenrampe. Der hierfür am 24. Dezember 1925 ausgelaufene Wettbewerb brachte zwar 412 Vorschläge hervor, von denen jedoch keiner realisiert wurde. Durch die Schaffung einer Westtangente zum Neumarkt zwischen 1937 und 1939 und später die Stadtbahn entstand eine – ebenfalls bis heute nicht überwundene – Teilung des Heumarkts in einen Süd- und einen Nordteil, so dass ein Zusammenhang mit dem restlichen Platz heute kaum noch zu erkennen ist.

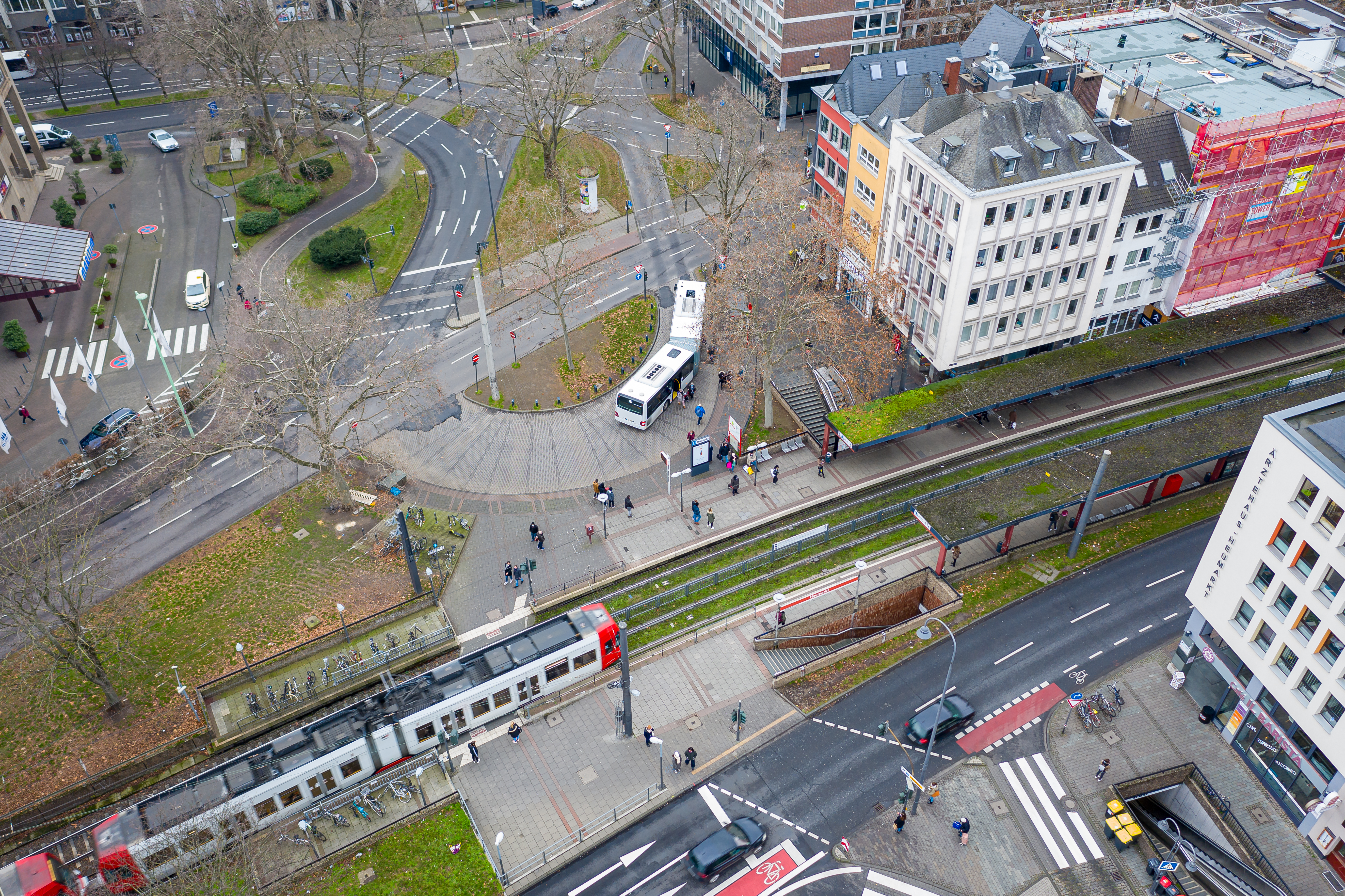
Südteil des Heumarktes mit Stadtbahn- und Bushaltestelle

Insbesondere die Bombardierungen vom 31. Mai 1942 und vom 29. Juni 1943 haben zu schweren Kriegszerstörungen an Gebäuden geführt. Deshalb fand am 10. Juli 1943 auf dem Heumarkt eine Gedenkkundgebung mit einer Schweigeminute statt. Von den „prächtigen Gebäuden“ blieben bis vor dem Zweiten Weltkrieg nur Nr. 16, 20, 50 und 77 erhalten. Die Bauwerke Heumarkt 16–24 und Nr. 44 brannten am 31. Mai 1942 komplett aus. Das kriegszerstörte Patrizierhaus an Nr. 6 (ehemals Haus „zum Gruwel“) beheimatet heute die Brauerei zur Malzmühle, die seit ihrer Gründung zunächst unter dem Namen Bier- und Malzextract-Dampfbrauerei Hubert Koch, Cöln firmierte. Noch heute wird an gleicher Stelle nach der Originalrezeptur das mittlerweile patentierte Koch'sche Malzbier gebraut. Erhalten sind das Portal am Haus Nr. 48, das 1690 entstand und ursprünglich Haus Nr. 24 (ehemals Nr. 30) am Heumarkt schmückte. Am Haus Nr. 52 überrascht ein weiterer Überrest, ein in den Nachkriegsbau integriertes, ebenfalls historisches hölzernes Eingangstor.
Im früheren „Haus Gint“, später „Gleen“, dann um 1753 „in der Krone“ (Nr. 12) ist seit Oktober 1959 die Handwerkskammer zu Köln untergebracht, ein östlicher Gebäudetrakt konnte 1970 bezogen werden. Das Haus Nr. 25 stammt aus Bauresten des 17. Jahrhunderts, die 1757 verwendet wurden, 1928 erneuert und am 31. Mai 1942 ausgebrannt. Die Brauerei „Pfaffen“ (Nr. 62) stammt aus 1776. Das Haus Gilden im Zims (Nr. 77) geht auf den um 1568 entstandenen Bau „zum St. Peter“ zurück, dessen Seitengiebel erhalten blieb; das Gebäude wurde zweimal wiederhergestellt (1891 und 1897). Am 28. Februar 1967 gründete sich hier die Willi-Ostermann-Gesellschaft.
Die Eröffnungsgala für das von Gottfried Böhm in Nr. 20 erbaute Hotel Maritim (Nutzfläche 54700 m²; 446 Zimmer und 8 Suiten) fand am 18. März 1989 statt. Seine Hotelhalle ist 110 Meter breit, 24 Meter lang und 20 Meter hoch, von den 22 Fest- und Veranstaltungssälen fasst der größte Hotelsaal Kölns 1600 Personen; die hoteleigene Tiefgarage besitzt 600 Stellplätze. Das Hotel als städtebaulicher Blickfang entstand auf dem ehemaligen Sassenhof-Gelände.
Der Stadtentwicklungsausschuss legte im Februar 1997 fest, dass der Heumarkt als „vielseitig nutzbarer, befestigter Stadtplatz mit Baumbepflanzungen in den Randbereichen“ umzugestalten sei. Die unter dem Heumarkt geplante Tiefgarage löste umfangreiche Heumarktgrabungen zwischen April 1996 und September 1998 aus, die zahlreiche Funde über seine Nutzung während der Römerzeit und dem Mittelalter freilegten. Der Heumarkt stand im Mittelpunkt des Medieninteresses als Medienzentrum für die beiden in Köln im Juni 1999 parallel stattfindenden Gipfel der G8 und EU-Gipfel. Die Wanderausstellung Körperwelten zwischen dem 12. Februar und 31. Juli 2000 registrierte 1 Million Besucher, von denen 86 % nicht aus Köln stammten. Im Juni 2001 wurde der neugestaltete Platz mit einer etwa 8500 m² großen gepflasterten Platzinnenfläche eröffnet, einschließlich der darunter liegenden Tiefgarage mit 460 Plätzen. Die baumbestandene Platzinnenfläche macht 51 % der Gesamtfläche des Heumarkts aus.
Der Platz ist im 21. Jahrhundert ein für die Kölner Stadtbevölkerung und Gäste vielfältig genutztes Kommunikationszentrum; es finden hier Konzerte, Feste und interkulturelle Veranstaltungen statt, und er ist auch ein Hauptort für karnevalistische Veranstaltungen. Zur Fußball-Weltmeisterschaft 2006 war der Heumarkt Zentrum der Kölner „Fan-Meile“. Traditionell fand auf dem Heumarkt bis 1885 der Weihnachtsmarkt mit charakteristischen Holzbuden („Hötte“) statt. Hier wurden Spielzeug, Naschwerk und vieles andere feilgeboten. „En de Hötte“ gehen war in der Vorweihnachtszeit ein Vergnügen für alle Bürger. Im November 2005 hat die Stadt Köln die alte Tradition auf dem Heumarkt wieder aufleben lassen.

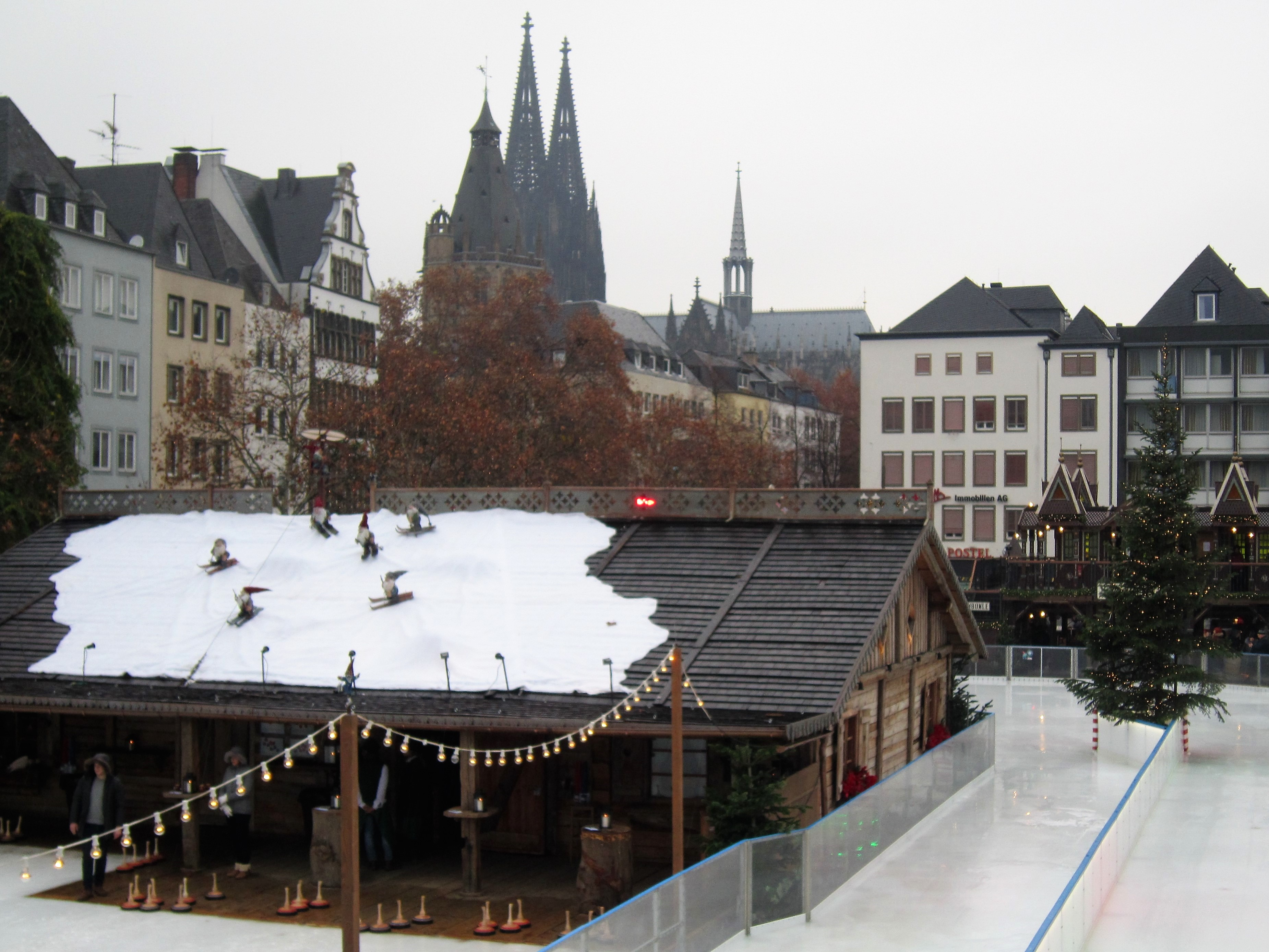
Ski laufende Heinzelmännchen auf dem Kölner Weihnachtsmarkt „Heinzels Wintermärchen“ 2018

Auf dem Heumarkt und dem Alter Markt wird in der Vorweihnachtszeit ein Weihnachtsmarkt veranstaltet, der den Heinzelmännchen gewidmet ist, die als Figuren an, in und auf Buden sowie im Luftraum angebracht sind. 2018 nannte sich der Markt „Heinzels Wintermärchen“.

## Lage und Bedeutung
Der englische Kosmopolit Thomas Coryat rühmte 1608 den Heumarkt nach dem Markusplatz in Venedig als den schönsten Platz, den er auf seinen Reisen gesehen habe. Heute lädt die Fußgängerzone zum Flanieren ein, die Außengastronomie in den zahlreichen Gaststätten verschiedener Art prägt das Straßenbild. Der 1963 Meter lange Heumarkt besitzt eine Fläche von 16400 m² und ist damit nach dem Neumarkt der zweitgrößte Kölner Platz. Der Heumarkt ist einer der wichtigsten Verkehrsknoten der Stadt. Eine Zufahrt zur Deutzer Brücke ermöglicht im Osten den Anschluss an den Kölner Autobahnring, im Westen besteht über die Tangente zum Neumarkt und Rudolfplatz Anschluss an die Aachener Straße. Im Süden besteht Anschluss an die Kölner Bäche. Die Stadtbahn Köln bedient den Platz mit dem am 14. Dezember 2013 eröffneten U-Bahnhof Heumarkt.